# Präfekturuniversität Toyama

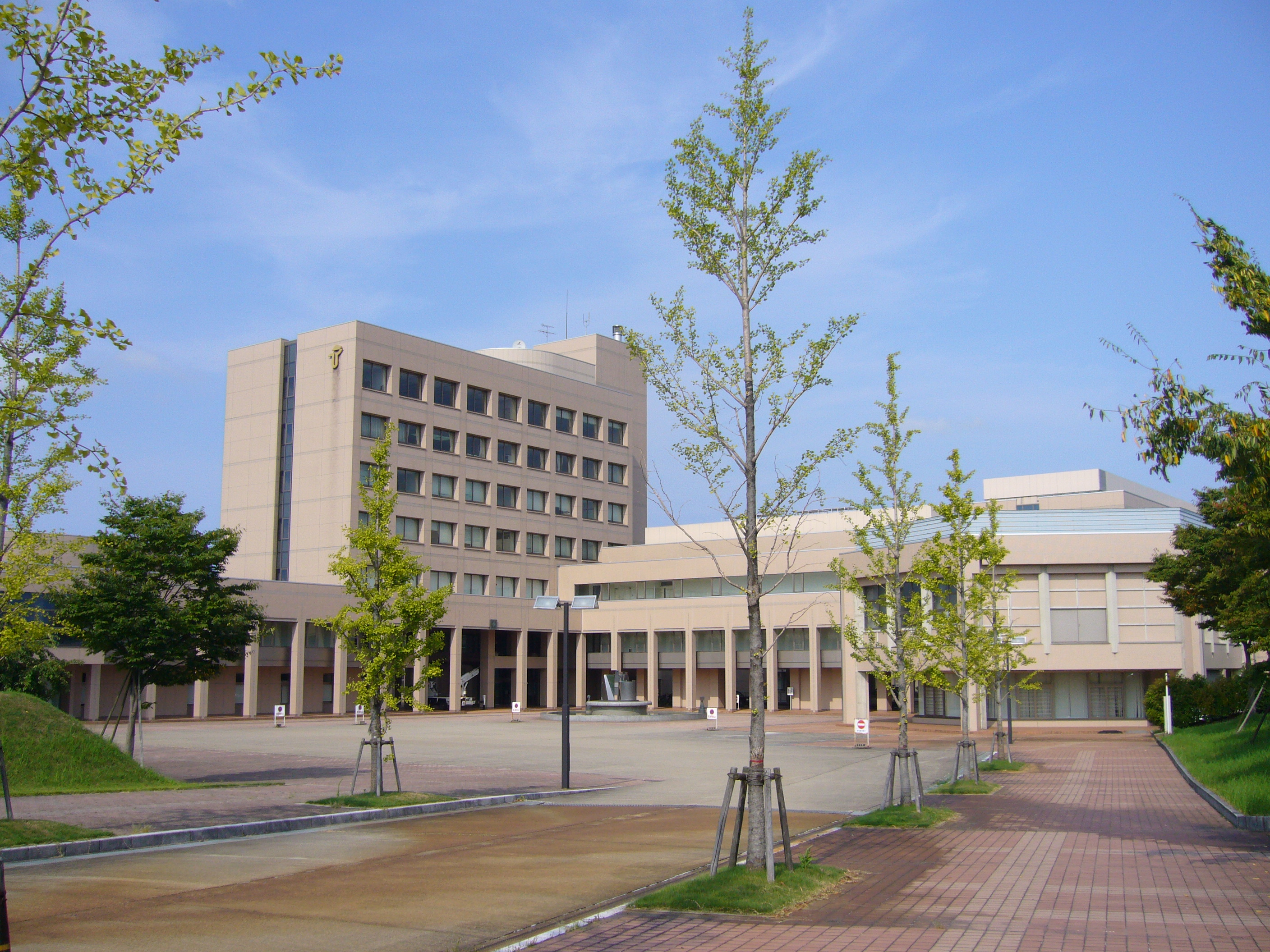
Imizu-Campus (2006)

Die Präfekturuniversität Toyama (japanisch 富山県立大学 Toyama-kenritsu daigaku; engl. Toyama Prefectural University) ist eine öffentliche Universität in Japan. Der Hauptcampus liegt in Imizu in der Präfektur Toyama.

## Geschichte
Der Ursprung der Universität liegt in der 1962 gegründeten Präfekturalen Ōtani-Kurzuniversität für Technologie Toyama (富山県立大谷技術短期大学, Toyama-kenritsu Ōtani gijutsu tanki daigaku). Die Kurzuniversität wurde auf Präfekturkosten und mit der Spende vom Unternehmer Yonetarō Ōtani (大谷 米太郎, später Gründer vom Hotel New Otani) und von seinem Bruder Takejirō Ōtani (大谷 竹次郎, nicht der gleichnamige Unternehmer von Shōchiku) gegründet. 1972 wurde sie in Präfekturale Kurzuniversität für Technologie Toyama umbenannt.
1990 wurde die 4-jährige Präfekturuniversität Toyama gegründet, und die Kurzuniversität wurde zu ihrer angegliederten Kurzuniversität (geschlossen 2012). Die Universität hatte zuerst eine Fakultät – die Fakultät für Ingenieurwissenschaften. 1994 richtete sie die Graduiertenschule (Masterstudiengänge) ein, 1996 dann die Doktorkurse. 2019 begann die Fakultät für Pflegewissenschaft im Toyama-Campus neben dem Präfekturalen Zentralen Krankenhaus Toyama. Im April 2024 wird die Fakultät für Information Engineering eingerichtet.

## Fakultäten
- Imizu-Campus (in Imizu, Präfektur Toyama, 36° 42′ 28,1″ N, 137° 5′ 46,6″ OKoordinaten: 36° 42′ 28,1″ N, 137° 5′ 46,6″ O):
  - Fakultät für Ingenieurwissenschaften
    - Abteilung für Maschinenlehre
    - Abteilung für Elektrotechnik und Elektronik
    - Abteilung für Umwelt- und Bauingenieurwissenschaften
    - Abteilung für Biotechnologie
    - Abteilung für Pharmazeutische Technologie

  - Fakultät für Information Engineering (April 2024–)
    - Abteilung für Data Science
    - Abteilung für Information Systems Engineering
    - Abteilung für Intelligent Robotics

- Toyama-Campus (in Toyama, Präfektur Toyama, 36° 41′ 37,5″ N, 137° 14′ 15″ O):
  - Fakultät für Pflegewissenschaft